# ARN ribosomal 23S
El ARN ribosomal 23S, a veces abreviado como ARNr 23S o simplemente 23S, es un componente de la subunidad 50S de los ribosomas de procariotas. Bioquímicamente, se trata de una cadena de ácido ribonucleico que, en Escherichia coli, posee 2.904 nucleótidos de longitud. En él radica la actividad peptidil transferasa del ribosoma, esencial en la biosíntesis de proteínas. El agente antimicrobiano denominado cloramfenicol es un inhibidor enzimático de la traducción precisamente porque bloquea los rediduos aminoacídicos implicados en el proceso de generación del enlace peptídico.